# USS Saginaw Bay
L'USS Saginaw Bay (CVE-82) est un porte-avions d'escorte de classe Casablanca en service dans l'US Navy durant la Seconde Guerre mondiale.
Commandé en juillet 1942, sa quille est posée en vertu du contrat de la United States Maritime Commission le 11 novembre 1943 au chantier naval Kaiser Shipyards de Vancouver, dans l'État de Washington. Il est lancé le 19 janvier 1944, parrainé par Mme Howard L. Vickery ; et mis en service à Astoria (Oregon) le 2 mars 1944 sous les ordres du capitaine Frank C. Sutton.

## Historique

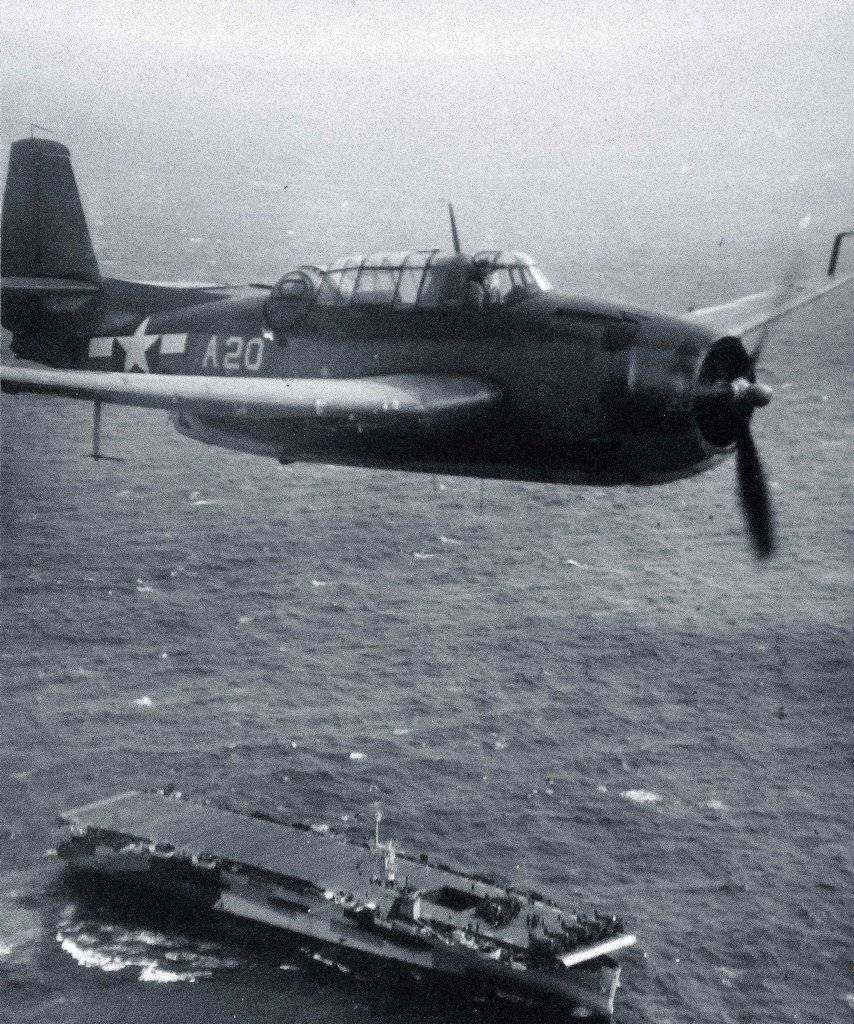
Un Grumman TBF Avenger de la marine américaine survole l'USS Saginaw Bay le 14 juin 1944.

Le Saginaw Bay commence son service opérationnel en avril 1944 en transportant des avions à travers le Pacifique. En août, il participe à l'invasion des îles Palaos, assurant la couverture aérienne des débarquements amphibies de Peleliu et d'Anguar. Depuis Manus, il devient navire amiral d’une force opérationnelle et opère au sein de celle-ci en participant à la libération des Philippines avec les débarquements à Leyte. Il rejoint ensuite le groupe opérationnel « Taffy 1 », dirigé par le contre-amiral Thomas L. Sprague, affecté à la surveillance de l'entrée sud-est du golfe de Leyte. Peu avant la bataille cruciale du golfe de Leyte, il reçoit l'ordre de transférer ses avions à bord d'un autre porte-avions et de se rendre à Morotai pour le remplacer. Il ne participa donc pas à l'affrontement.
Le Saginaw Bay est ancré dans le port de Seeadler le 10 novembre lorsque le navire à munitions Mount Hood est littéralement détruit par une explosion interne. Bien que légèrement endommagé par la force de l’explosion, le Saginaw Bay sert de navire-hôpital de fortune pour soigner les hommes de divers navires de la base de la flotte touchés par les débris du navire désintégré.
En janvier 1945, il soutient l'invasion du golfe de Lingayen, puis de janvier à mars 1945, fournit une couverture aérienne pour l'invasion d'Iwo Jima. Jusqu'à la fin avril, il soutient les frappes précédents l'invasion d'Okinawa, quittant la zone pour les États-Unis le 29 avril.
Il rejoint San Diego le 22 mai et rejoint Guam avec une cargaison d'avions en août. À la fin du mois, le Saginaw Bay est engagé dans des opérations d’entraînement dans la région hawaïenne jusqu'à sa participation à l'opération Magic Carpet. Sa mission s'achève le 1er février 1946 à son retour à la côte Est.
Désarmé à Boston le 19 juin 1946, il rejoint la flotte de réserve puis est rayé des listes le 1er mars 1959, avant d'être vendu pour démolition le 27 novembre 1959.

## Décorations
Le Saginaw Bay a reçu cinq battles stars pour son service pendant la Seconde Guerre mondiale.